# Vitale Candiano
Vitale Candiano (940 circa – 1018) è stato un politico italiano, 24º doge della Repubblica di Venezia dal 978 al 979.

## Biografia
Si tratta di una figura molto marginale, che governò durante la parentesi intercorsa tra Pietro I e Pietro II Orseolo. Sebbene diverse tradizioni lo mettano in stretta relazione con i predecessori della famiglia Candiano, più probabilmente apparteneva a un ramo collaterale, o addirittura non aveva alcun legame di parentela. Vitale era figlio del doge Pietro IV Candiano e della sua prima moglie Giovanniccia Candiano.
Venne eletto dopo la partenza di Pietro I Orseolo che aveva lasciato Venezia per ritirarsi nell'abbazia di San Michele di Cuxa. Questa "fuga" non fu dettata solo da esigenze spirituali, ma anche dalla difficile situazione politica: la politica lagunare era infatti dilaniata dalla contrapposizione di un partito filo-bizantino e di un partito filo-imperiale, nonché da faide fra le famiglie più importanti.
Incaricato di ristabilire i rapporti con Ottone II, naufragati dopo l'uccisione del duca Pietro IV, il Candiano fallì nell'impresa e dopo poco più di un anno lasciò l'incarico per ritirarsi nell'abbazia di Sant'Ilario. Gli successe Tribuno Memmo, genero di Pietro IV ed eletto grazie a un compromesso. Anche il Memmo fu una personalità di secondo piano e bisognerà aspettare l'elezione di Pietro II Orseolo (992) per poter vedere la fine delle lotte intestine.